# Satana a St. Mary
Satana a St. Mary (Satan in St Mary's) è un romanzo di Paul Doherty del 1986.

## Trama
Londra, anno Domini 1284: Re Edoardo convoca il suo Lord Cancelliere Burnell, vescovo di Bath e di Wells. Si sa che una misteriosa cospirazione serpeggia per Londra; una spia che indagava per conto di Burnell è stata ripescata nel Tamigi con la gola tagliata. 
Nella chiesa di Saint Mary le Bow un omicida, che vi si era rifugiato, si è poi impiccato, pur essendo per il momento in salvo. 
Edoardo e Burnell sentono il pericolo sempre più vicino.
Hugo Corbett, cancelliere presso la Regia Corte di Giustizia viene incaricato da Burnell di proseguire le indagini. 
È un uomo intelligente, veterano delle guerre che hanno insanguinato il paese, ma è anche un uomo solo, la famiglia distrutta dalla peste. 
Così nessuno lo piangerà se dovesse venire scoperto ed eliminato dai congiurati.
Altro sangue scorrerà prima che la setta di satanisti che sta tramando l'assassinio dello stesso Edoardo venga smascherata. 
E il successo di Corbett nell'inchiesta avrà comunque un prezzo.